# Frithiof Cronhamn

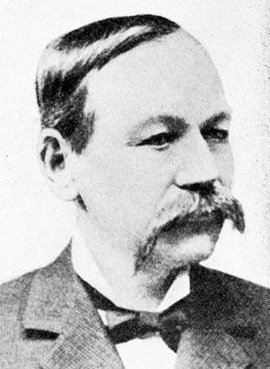
Frithiof August Cronhamn

Frithiof August Cronhamn, född 26 juni 1856 i Stockholm, död där 28 april 1897, var en svensk hovkamrerare och journalist. Han var son till Johan Peter Cronhamn.
Cronhamn var elev vid mamsell Fahlmans skola, därefter vid lektor A. V. Staaffs skola från 1864 och vid Nya elementarskolan i Stockholm från 1865. 1869-1874 studerade han vid Musikaliska akademiens konservatorium. Cronhamn var tidigt utvecklad, lärde sig läsa vid fyra års åler och sjöng vid sex års ålder i Musikaliska akademiens kör. Efter mogenhetsexamen vid Nya elementarskolan 17 maj 1877 avbröt han dock sina studier och ägnade sig förutom kortare perioder som tjänsteman i tullförvaltningen och hos postverket helt åt journalistisk verksamhet. 1877-1880 var han medarbetare i Dagens Nyheter, var extraordinarie kammarskrivare i generatullstyrelsens kammar- och revisionskontor 1877 och tjänstgjorde vid lokalförvaltningen i Stockholm 1877-1880, var tillförordnad bibliotekarie vid Musikaliska vid Musikaliska akademien 1877-78 och blev extraordinarie kanslist vid postverket 1878. Från 1879 lämnade han även regelbundna bidrag landsortstidningarna genom veckorapporterna Hvad nytt från Stockholm? under pseudonymen —h—, vilka intogs i flera svenska och finska tidningar. 1880 lämnade han Dagens Nyheter och blev istället musikkritiker vid Nya Dagligt Allehanda, där han sedan kom att stanna till 1888. Cronhamn anställdes 1883 som bibliotekarie vid Musikaliska akademien. Därtill var han medarbetare i Post- och Inrikes Tidningar, Söndags-Nisse, Ur dagens krönika (under pseudonymerna Don Caesar och Fader Mowitz), Svensk folktidning, Svenska Dagbladet och Stockholms-Tidningen. 1888-1892 var Cronhamn även sekreterare vid Kungliga Operan och blev 1892 hovkamrerare.
Då avsättningen av Hvad nytt från Stockholm? gick mycket bra, valde Cronhamn förvandla sina korresponsener till en tidning med samma namn, som han sedan var redaktör för fram till sin död. Han biträdde Portugals sändebud António da Cunha Soto Maior vid författandet av rapporter rörande svenska förhållanden. Han blev kanslist vid Kunglig Majestäts Orden 1888 och tilldelades medaljen Litteris et artibus.
På uppdrag av Oscar II katalogiserade han även de kungliga samlingarna av musikalier. 1888 utgav han musikkalendern Dur och moll. Hans främsta arbete var Högtidstal i Kongl. Musikaliska akademien under ett nioårigt presidium af Oscar Fredrik (1885, även utgiven på tyska) som omfattade alla Oscar II:s tal vid akademin under sin tid som preses, försedd med betydelsefulla kommentarer och en utförlig biografi över Johan Helmich Roman, vilken även utkom som särtryck. Han utgav även skriften Prinsessan Eugénie, några minnesblad (1889), där prinsessans verksamhet som tonsättare behandlas.